# Mystus punctifer
Mystus punctifer es una especie de peces de la familia Bagridae en el orden de los Siluriformes.

## Distribución geográfica
Se encuentran en Indonesia.